# Новогеоргиевское сельское поселение (Приморский край)
Новогеоргиевское се́льское поселе́ние — упразднённое сельское поселение в Октябрьском районе Приморского края.
Административный центр — село Новогеоргиевка.

## История
Статус и границы сельского поселения установлены Законом Приморского края от 10 ноября 2004 года № 159-КЗ «Об Октябрьском муниципальном районе».
Законом Приморского края от 27 апреля 2015 года № 592-КЗ, Покровское, Галёнкинское и Новогеоргиевское сельские поселения преобразованы, путём их объединения, в Покровское сельское поселение с административным центром в селе Покровка.

## Население
| 2010 | 2011  | 2012  | 2013  | 2014  | 2015  |
| ---- | ----- | ----- | ----- | ----- | ----- |
| 2262 | ↘2250 | ↘2133 | ↘2073 | ↘2071 | ↗2095 |

## Состав сельского поселения
В состав сельского поселения входило 4 населённых пункта:
| № | Населённый пункт | Тип населённого пункта       | Население |
| - | ---------------- | ---------------------------- | --------- |
| 1 | Константиновка   | село                         | ↘217      |
| 2 | Новогеоргиевка   | село, административный центр | ↘922      |
| 3 | Полтавка         | село                         | ↘514      |
| 4 | Фадеевка         | село                         | ↘609      |

## Местное самоуправление
Администрация
Адрес: 692572, с. Новогеоргиевка, ул. Центральная, 7. Телефон: 8 (42344) 53-3-22
Глава администрации
- Данилина Светлана Фёдоровна